# Isabelle Clarke
Pour les articles homonymes, voir Clarke.
Isabelle Clarke, née le 26 septembre 1960 à Paris, est une réalisatrice de télévision qui a réalisé la série Apocalypse. Elle a commencé sa carrière à la prise de vue puis au montage et s'est spécialisée dans le documentaire historique à base d'archives cinématographiques mises en couleurs.

## Biographie

### Formation
Isabelle Clarke est formée à l'Institut de l'Audiovisuel (IDA, Paris, direction Antoine de La Garanderie).

### Premières réalisations
Issue d'une famille de photographes et portraitistes (Studio Endrey), elle tourne pour Isa Vidéo, films de mariages, cérémonies, films de pub, institutionnels, clips, mode, etc. Magazines (30 millions d'amis, Pendant ce temps là)

### Vie privée
Depuis 1991, le nom d’Isabelle Clarke est toujours associé à celui de son mari, le réalisateur Daniel Costelle,,,,.

## Chef opérateur et montage
- De Gaulle au fil des mots
- L'Aventure du Théâtre Populaire
- Histoire des Mœurs
- Portrait de Michel Legrand
- La Grande Menace
- Christophe Colomb
- Y Avait-il une Vie avant la Télé
- Les Oubliés de la Libération
- Images Inconnues, Le Vingtième Siècle
- Images Inconnues, La Guerre du Viêt Nam
- Images Inconnues, Les Marines dans la Guerre du Golfe
- Christophe Colomb ou la Découverte
- Histoire des Présidentielles
- Poujade et le Poujadisme
- Jean-Paul II
- Guerre Censure et Télévision
- Sexe, Censure et Télévision

## Principales réalisations
- Paul Eluard
- Lawrence Durrell
- Les Greniers de la Découverte
- Le Louvre des Techniques
- Les Treize Vies du Chat Lelouch
- La Nuit Parisienne
- Les Ailes des héros
- La Fête des Mères
- Axel Ganz, Le Tigre de la Presse Magazine
- Eva Braun ou la Banalité du Mal
- Eva Braun, dans l'intimité d'Hitler
- Les Voyages de Clémentine
- Lindbergh, l'Aigle solitaire
- La Blessure, la Tragédie des Harkis
- 8 mai 1945 La Capitulation
- La Traque des Nazis
- L'Occupation intime
- Apocalypse, la Seconde Guerre mondiale
- Apocalypse, Hitler
- Apocalypse, la Première Guerre mondiale
- Sacrifice
- Apocalypse, Staline
- Apocalypse Verdun
- Apocalypse, la guerre des mondes